# Parsonsia straminea
Parsonsia straminea är en oleanderväxtart som först beskrevs av Robert Brown, och fick sitt nu gällande namn av Ferdinand von Mueller. Parsonsia straminea ingår i släktet Parsonsia och familjen oleanderväxter. Inga underarter finns listade i Catalogue of Life.